# Ibn Tufail
Ibn Tufail (geboren um 1106 in Wadi-Asch (Guadix) bei Granada; gestorben 1185 in Marrakesch), mit vollem Namen Abu Bakr Muhammad ibn ʿAbd al-Malik ibn Muhammad ibn Tufail al-Qaisi al-Andalusi (arabisch أبو بكر محمد بن عبدالملك بن محمد بن طفيل القيسي الأندلسي, DMG Abū Bakr Muḥammad b.ʿAbd al-Malik b. Muḥammad b. Ṭufaīl al-Qaīsī al-Andalusī), latinisiert Abubacer, war ein andalusischer Philosoph, Astronom, Arzt, Mathematiker und Sufi (islamischer Mystiker). Er ist der Autor des philosophischen Inselromans Ḥayy ibn Yaqżān.

## Leben
Vom Leben dieses Gelehrten ist nur wenig bekannt. Er stammte aus Guadix und soll sich nach dem Studium der Medizin, Mathematik und Astronomie als Arzt in Granada niedergelassen haben.
Ibn Tufails Lehrer-Schüler-Stammbaum lässt sich bis zu Aḥmad al-Ġazālī zurückverfolgen.
Später wurde er vom Almohadenherrscher Abu Yaqub Yusuf I. (1163–1184) nach Marrakesch berufen und zum Leibarzt und Wesir ernannt. Dort lernte er auch Averroes (Ibn Ruschd) kennen, den er dem Sultan vorstellte. Averroes interessierte sich schon damals für die Philosophie des Aristoteles. Da die politischen Verhältnisse zu jener Zeit aber schwierig waren, traute er sich in dem Gespräch erst gegen Ende sein Interesse an Aristoteles zu bekunden. Auch mit der Philosophie Avicennas beschäftigte er sich. Auch nahm er dessen mystische Ausdrucksweise auf.
Nebst einem medizinischen Lehrgedicht ist der Traktat Ḥayy ibn Yaqżān („Der Philosoph als Autodidakt“) das einzige erhaltene Werk von ihm. Der Traktat trägt denselben Titel wie eine allegorische Erzählung Avicennas und gehört zu den wichtigsten Werken der arabischen Philosophie und Literatur. Man kann das Werk als Bildungs- oder Entwicklungsroman bezeichnen; es soll auch Vorlage für Daniel Defoes Robinson Crusoe gewesen sein. Im Roman geht es um einen Jungen, der von einer Gazelle aufgezogen wird. Nur von Natur und Tieren umgeben, wächst er auf einer einsamen Insel auf und erlangt bis zum 50. Lebensjahr die Erkenntnis der Allmacht Gottes.
Der Astronom Nūraddīn al-Biṭrūġi war ein Schüler Ibn Tufails. M. Hayoun geht von einer starken Beeinflussung des Maimonides durch Ibn Tufail aus.